# العنصرية البيئية
العنصرية البيئية (بالإنجليزية: Environmental racism) مصطلح يستخدم لوصف الظلم البيئي في سياق عنصري وفي بعض الدول الغربية تشير العنصرية البيئية إلى طوائف الأقليات العرقية المهمشة اجتماعيًا والتي تتعرض للملوثات والحرمان من الوصول إلى مصادر المنافع البيئية (مثل الهواء النظيف والماء والموارد الطبيعية). وفي سياق دولي قد ينطبق التهميش البيئي على العلاقات البيئية المتدنية بين الدول الصناعية ودول العالم الثالث وغالبًا ما يرتبط بالاستعمار والنيوليبرالية والعولمة. ويمكن أن تشمل حالات العنصرية البيئية التعرض للنفايات السامة والفيضانات والتلوث الناجم عن التطورات الصناعية الثقيلة أو استخراج الموارد الطبيعية ونقص المرافق مثل المياه النظيفة أو الاستبعاد من إدارة الأراضي وإتخاذ القرارات المتعلقة بالموارد الطبيعية.
تاريخيًا يرتبط المصطلح بالحركة الأجتماعية للعدالة البيئية التي بدأت في 1970s و 1980s في الولايات المتحدة. هناك خطاب حول العنصرية البيئية في الولايات المتحدة بين أوساط الأكاديمية التقدمية والمجموعات الداعمة للمناخ الذين  يركزون على حالات من بلدان أخرى.
وعلى الصعيد الدولي تشمل السياسات التي وصفت بأنها عنصرية بيئية الشركات المصدرة للتكنولوجيات القذرة أو المواد الكيميائية الخطرة أو النفايات التي تحظرها القوانين المحلية على البلدان النامية مع تراخي السياسات البيئية وممارسات السلامة.

## الخلفية
وكان أول تقرير يرسم العلاقة بين العرق والدخل وخطر التعرض للملوثات هو «التقرير السنوي المقدم لرئيس مجلس البيئة» في عام 1971. بعد الاحتجاجات في مقاطعة وارين (كارولاينا الشمالية) كلفت كنيسة المسيح المتحدة تقريرا يستكشف هذا المفهوم.
في عام 1979 أنجز روبرت بولارد عالم الاجتماع في جامعة جنوب تكساس تقريرا يصف المحاولة غير المجدية لمجتمع أمريكي أفريقي غني في هيوستن بولاية تكساس لمنع موقع مكب النفايات الخطرة في مجتمعهم. وقدمت هذه الورقة دليلا على أن العرق وليس مجرد وضع الدخل كان عاملا محتملا في هذا القرار المحلي «غير المدعو» لاستخدام الأراضي وفي عام 1977 اقترح سيدني هاو مدير مركز البيئة البشرية أن الناس الذين يعيشون في مستوى اجتماعي واقتصادي أقل في مجتمعاتهم المحلية تعرضوا لتلوث أكثر من غيرها وأن أولئك الذين يخلقون معظم التلوث يعيشون في الأماكن الأقل تلوثا واستخدم مصطلح العدالة البيئية لوصف التدابير التصحيحية اللازمة لمعالجة هذا التفاوت. ولم يتم تقييم هذه المطالبات.
وخلال الثمانينيات بدأ الأمريكيون من أصل أفريقي تنظيم حملات بيئية لتفادي تسمم عمال المزارع بمبيدات الآفات وتفادى الأطفال من التسمم بالرصاص داخل المدينة والمرافق السامة المقسمة مثل مدافن القمامة والمجمعات الصناعية الملوثة والمحارق وبالإضافة لذلك شكك العديد من الأميركيين في وضع أعداد كبيرة من النفايات النووية على تلك الأراضى التي تفرد لإستعمال خاص. وفي الوقت نفسه بدأ الناشطون والعلماء وصانعو السياسات في التحقيق في الصلة بين العرق والتعرض للمخاطر البيئية. اثنتان من الدراسات التي اكتشفت هذه العلاقة - واحدة من قبل مكتب المحاسبة العامة في الولايات المتحدة (US GAO) والآخر من قبل كنيسة المسيح المتحدة (UCC) وجدوا أن الأمريكيين من أصل أفريقي وغيرهم من السود كانوا أكثر عرضة للعيش بالقرب من مواقع النفايات الخطرة من البيض. وكان للدراسة التي أجرتها لجنة التنسيق المشتركة أهمية خاصة لأنها جعلت هناك صلة واضحة بين العرق وزيادة احتمال التعرض للنفايات الخطرة. كما جعلت الدراسات قضية العرق والبيئة أكثر وضوحا في مجتمعات اللون.
وبدأ استخدام مصطلح «العنصرية البيئية» في مؤتمر عقد في كلية الموارد الطبيعية بجامعة ميشيغان في عام 1990. وركز المؤتمر على المخاطر العنصرية والبيئية وجمع بين العلماء وصانعي السياسات لمناقشة العلاقة بين العنصرية والبيئة. وبالإضافة إلى ذلك استخدم مصطلح «حركة الإنصاف البيئي» في أواخر الثمانينات لوصف الحركة المتنامية لمعالجة التفاوتات العنصرية والجنسية والطبقية.
وفي هذا الطريق من التفكير تشمل العنصرية البيئية على سبيل المثال لا الحصر احتمالا أكبر للتعرض للمخاطر البيئية؛ والآثار السلبية غير المتساوية للإجراءات البيئية؛ وتفاوت الآثار السلبية للسياسات البيئية؛ والاستهداف المتعمد والنطاقات المقسمة للمرافق السامة في مجتمعات الأقليات؛ والتميز العنصرى لعمال الأقليات في الوظائف الخطرة؛ ومجتمعات الأقلیات التي لا یستفید منھا سوى قدر ضئیل من الوصول إلی المرافق البیئیة أو عدم کفایتھا مثل الحدائق العامة؛ والوصول غير المتناسب إلى الخدمات البيئية مثل إزالة القمامة.

### التعريف
وهناك مجال لخلاف يتعلق بتعريف النوايا حيث يرى أن التمييز المتعمد ضد الأقليات في القضايا المتعلقة بالبيئة هو ما يشكل عنصرية بيئية في حين أن البعض الآخر يركز على وجود ظروف بيئية غير مؤاتية للأقليات عمدا أم لا.
وأبرز بنيامين شافيس زعيم الحقوق المدنية الأميركية الأفريقية أهمية النوايا قائلا إن «العنصرية البيئية هي التمييز العنصري في صنع السياسات البيئية وإنفاذ الأنظمة والقوانين والاستهداف المتعمد لمجتمعات الأقليات في مرافق النفايات السامة والعقوبات الرسمية من وجود سموم مهددة للحياة والملوثات لمجتمعات السود وتاريخ استبعادهم من قيادة الحركة البيئية».
ويشير أولئك الذين ينتقدون وجهة النظر هذه إلى أنها تقييدية لأن العنصرية المتعمدة ليست سوى واحدة من أشكال العنصرية المختلفة. وحتى لو لم يكن ذلك مقصودا فمن الأرجح أن تكون بعض الأسباب موجودة في مناطق الخطر البيئي والتلوث أكثر من غيرها. وبالتالي فإن عدم التعمد لا يعني بالضرورة أنها ليست عنصرية بيئية. وصعوبة إثبات نية الجماعة مقابل القصد الفردي هي أحد الأسباب التي تجعل شرط المتعمد الموجود في بعض التعاريف يعتبر محدودا.

## الولايات المتحدة
أصدر مكتب المساءلة الحكومية في الولايات المتحدة تقريرا يتناول العلاقات المتبادلة بين وضع أربعة مرافق للنفايات الخطرة والخلفية العرقية لسكان المنطقة. ويتطلب معارضة مواقع النفايات الخطرة الوقت والمال والمشاركة السياسية. وهناك حاجة أيضا إلى موارد مثل أماكن الاجتماعات والوصول إلى السجلات العامة وتمويل المساعدة التقنية لاتخاذ إجراءات. وقد لا تتمكن مجموعات الأقليات من الوصول إلى هذه الموارد مما يخلق تحديات للمجموعات التي تقاتل ضد استخدام الأراضي غير المرغوب فيها. وعلاوة على ذلك فإن المشاريع المثيرة للجدل أقل احتمالا في المواقع التي يتوقع لها أن تتبع العمل الجماعي. وتشير بعض الدراسات إلى أن عدم وجود معارضة لهذه المواقع الخطرة يمكن أن يكون راجعا إلى الآثار الاقتصادية في منطقة معينة حيث تعتمد الوظائف في المجتمع على الموقع. ومن المرجح أن تنجح مجتمعات غير الأقليات عندما تعارض وضع مرافق النفايات الخطرة ومرافق معالجة مياه المجاري والمحارق والطرق السريعة في مناطقها. وتتمتع مجتمعات غير الأقليات بفرص أفضل للحصول على هذه الأدوات والموارد لمنع وضع المواقع السامة فضلا عن الآثار السلبية لقرارات السياسة البيئية.
وفي حين يرى بعض علماء الاجتماع أن تحديد مواقع المرافق الخطرة في مجتمعات الأقليات يمثل دليلا على العنصرية المتعمدة حيث تستهدف هذه المجتمعات لأسباب ضارة أو اعتقاد عنصري أو رغبة في حماية امتياز الجماعات العرقية  من العنصرية البيئية باعتبارها هيكلية ويرى المنظور التقليدي أن التمييز أكثر فردية وتقطع وعرضية من المنظور المؤسسي. وتؤدي عمليات مثل الضواحي والاستطباق واللامركزية إلى أنماط من العنصرية البيئية حتى دون وجود سياسات تمييزية عمدا وعلى سبيل المثال عملية الضواحي (أو الطيران الأبيض) تتكون من غير الأقليات الذين يغادرون المناطق الصناعية إلى مناطق أكثر أمانا ونظافة وأقل تكلفة في الضواحي. وفي الوقت نفسه تترك مجتمعات الأقليات في المدن الداخلية وعلى مقربة من المناطق الصناعية الملوثة. وفي هذه المناطق تكون البطالة مرتفعة كما أن الأعمال التجارية أقل احتمالا للاستثمار في تحسين المناطق مما يخلق أحوالا اقتصادية سيئة للسكان ويعزز تشكيلا اجتماعيا يعيد إنتاج عدم المساواة العرقية. وعلاوة على ذلك فإن فقراء أصحاب الأملاك والمقيمين في البلدية قد يؤخذون بعين الاعتبار من قبل مطوري منشآت النفايات الخطرة لأن المناطق التي تعاني من انخفاض قيمة العقارات ستخفض النفقات.

### الحالات

#### فلينت (ميشيغان)
ومنذ أبريل 2014 كان سكان فلينت وهي مدينة تبلغ مساحتها نحو 57 في المائة من السود ولا سيما الفقراء يشربون ويغسلون في المياه التي تحتوي على ما يكفي من الرصاص، حيث أنه في عام 2014 عندما تحولت مدينة فلينت إلى النهر الخاص بهم كوسيلة للمياه واكتشف الباحثون في فيرجينيا في عام 2015 أن نهر فلينت أكثر 19 مرة تآكلا من بحيرة هورون. ويمكن أن يؤدي التلوث بالرصاص إلى ظهور ظروف صحية متعددة. وتصف دعوى قضائية صادرة في نوفمبر 2015 كيف أخفقت إدارة الجودة البيئية في ميشيغان في معالجة مصدر المياه الجديد مع عامل مضاد للتآكل مما أدى إلى تغير لونها بشكل متزايد. وأضاف أن هذا العامل (الفوسفاتي) كان سيكلف 100 دولار يوميا وفقا لشبكة سي إن إن و 90٪ من المشاكل مع مياه فلينت كان يمكن تجنبها لو تم استخدامه.
==== مقاطعة وارين (كارولاينا الشمالية) ==== توحدت العنصرية والعدالة البيئية للمرة الأولى خلال مواجھة مواطن عام 1983 لمکب نفايات ثنائي الفينيل متعدد الكلور المقترح في مقاطعة وارين (كارولاينا الشمالية). حيث قرر مسؤولى ولاية كارولينا الشمالية دفن التربة الملوثة بثنائي الفينيل متعدد الكلور السام في أفتون وهي بلدة صغيرة في مقاطعة وارين. وفي الفترة ما بين يونيه 1978 وأغسطس 1978 أودعت 000 30 غالون (114 مترا مكعبا) من النفايات الملوثة بثنائي الفينيل متعدد الكلور على نحو غير مشروع على طول 210 أميال من طرق كارولينا الشمالية وأعلنت وكالة حماية البيئة الأمريكية (EPA) أن ثنائي الفينيل متعدد الكلور يشكل تهديدا للصحة العامة وطالبت الدولة بإزالة النفايات الملوثة. وفي عام 1979 اختارت إدارة ولاية كارولاينا الشمالية للبيئة والموارد الطبيعية ووكالة حماية البيئة منطقة 4 بمقاطعة وارين كموقع لإيداع التربة الملوثة بثنائي الفينيل متعدد الكلور التي تم جمعها من الطرق.
مقاطعة وارين هي واحدة من ست مقاطعات على طول «الحزام الأسود» من ولاية كارولينا الشمالية. والمقاطعات المقيمة في «الحزام الأسود» هي أضعف بكثير من بقية الدولة. في أوائل الثمانينات حقق سكان مقاطعة وارين متوسط دخل الفرد 6,984 $ مقابل 9,283 $ لبقية الدولة. وفي عام 1980 كان سكان مقاطعة وارين 54.5٪ من أصل أمريكين أفارقة. ولم تدعم النتائج العلمية قرار التخلص من التربة الملوثة بثنائي الفينيل متعدد الكلور في مقاطعة وارين ولم يكن موقع مكب النفايات ممكنا علميا بسبب المياه الضحلة مع مياه الشرب فقط 5-10 أقدام تحت السطح.
وفي عام 1982 رفعت الجمعية الوطنية المحلية للنهوض بالأشخاص السود دعوى قضائية في محاكم المقاطعات لمنع المكب وخسر السكان القضية في المحكمة. وفي سبتمبر 1982 احتج المواطنون الغاضبون من مقاطعة وارين التي انضمت إليها جماعات الحقوق المدنية وقادة البيئة ورجال الدين على أول حمولة شاحنة من التربة الملوثة بثنائي الفينيل متعدد الكلور. وخلال الاحتجاج اعتقل أكثر من 500 شخص وسجنوا. وعلى الرغم من الاحتجاجات والأدلة العلمية التي تشير إلى أن الخطة ستؤدي إلى تلوث مياه الشرب  فقد تم بناء مكب النفايات في مقاطعة وارين ووضعت النفايات السامة في مكب النفايات.
بعد ما يقرب من عقدين من التسريبات المشتبه فيها دفعت الدولة والمصادر الفدرالية المقاول 18 مليون دولار لإزالة السموم من التربة الملوثة بثنائي الفينيل متعدد الكلور في مقاطعة وارين.
وكثيرا ما يشار إلى مقاطعة وارين كأول قضية للعدالة البيئية في الولايات المتحدة؛ ومع ذلك بدأت هذه الحركة قبل سنوات في عام 1978 مع اكتشاف النفايات السامة في قناة بنيويورك.

#### إلينوي (جنوب شيكاغو)
تعد ألجيلد غاردنز مجتمعا سكنيا في جنوب شيكاغو تم بناؤه في عام 1945 على مكب نفايات مهجور لاستيعاب المحاربين القدامى الأمريكيون الأفارقة من الحرب العالمية الثانية. ويحيط بها 53 مرفق سام و 90٪ من مدافن النفايات في المدينة، و 90٪ من سكانها من أصل أفريقي و 65٪ تحت مستوى الفقر وتعد حدائق ألجيلد مثالا كلاسيكيا للعنصرية البيئية. وتشمل السموم والملوثات المعروفة التي تؤثر على منطقة حدائق ألجيلد الزئبق وغاز الأمونيا والرصاص وثنائي كلورو ثنائي فينيل ثلاثي كلورو الإيثان وثنائي الفينيل متعدد الكلور والهيدروكربونات العطرية متعدد الحلقات والمعادن الثقيلة والزيلين.
ويحيط سكان حدائق ألجيلد مدافن القمامة ومحرقة النفايات الكيميائية وأكوام من القمامة وقد أثرت هذه الظروف المعيشية على صحة المجتمع. وفي عام 1984 كشفت دراسة أجريت في قطاع الصحة العامة في إلينوي عن معدلات مفرطة من سرطان البروستاتا والمثانة وسرطان الرئة. بالإضافة إلى ذلك أظهرت السجلات الطبية (1) معدلات عالية من الأطفال الذين ولدوا مع أورام المخ. (2) ارتفاع معدلات الأجنة التي كان لا بد من إجهاضها بعد اختبارات كشفت أن العقول نامية خارج الجمجمة. (3) ارتفاع معدلات الربو والسعفة وأمراض أخرى. وعلى الرغم من الأدلة على وجود مشاكل صحية لم يتم نقل سكان حدائق ألجيلد إلى مشروع سكني عام آخر.

#### تشيستر (بنسيلفانيا)
تشيستر (بنسيلفانيا) مثالا على «القوى الاجتماعية والسياسية والاقتصادية التي تشكل التوزيع غير المتناسب للأخطار البيئية في المجتمعات الفقيرة من السود». يقع تشيستر في مقاطعة ديلاوير وهي منطقة يبلغ عدد سكانها 500,000 نسمة تمثل 91٪ من البيض ومع ذلك فإن تشيستر تحتوى على 65٪ من الأمريكيين من أصل أفريقي مع أعلى نسبة من السكان من الأقليات ومعدل الفقر في مقاطعة ديلاوير  ويتلقون كمية غير متناسبة من المخاطر البيئية.
يوجد في تشيستر خمس مرافق كبيرة للنفايات بما في ذلك محرقة القمامة ومحرقة النفايات الطبية ومحطة لمعالجة مياه الصرف الصحي. وتبلغ قدرة هذه المواقع في تشيستر مليوني طن من النفايات سنويا في حين أن بقية مقاطعة ديلاوير لديها قدرة تبلغ 1400 طن فقط في السنة. واحدة من مواقع النفايات الموجودة في تشيستر هي محرقة ويستنغهاوس التي تحرق جميع النفايات البلدية من كامل المقاطعة والمدن المحيطة بها. تلك مرافق النفايات العديدة تولد مخاطر صحية كبيرة جدا لمواطني تشيستر ومعدل السرطان في هذا المكان هو أعلى 2.5 مرة مما هو عليه في أي مكان آخر في ولاية بنسلفانيا. وأيضا معدل الوفيات أعلى بنسبة 40٪ من بقية مقاطعة ديلاوير ومعدل وفيات الأطفال هو الأعلى. ويشير تجميع كل هذه المرافق الملوثة في تشيستر إلى العنصرية البيئية.

#### نيو أورلينز (ولاية لويزيانا)

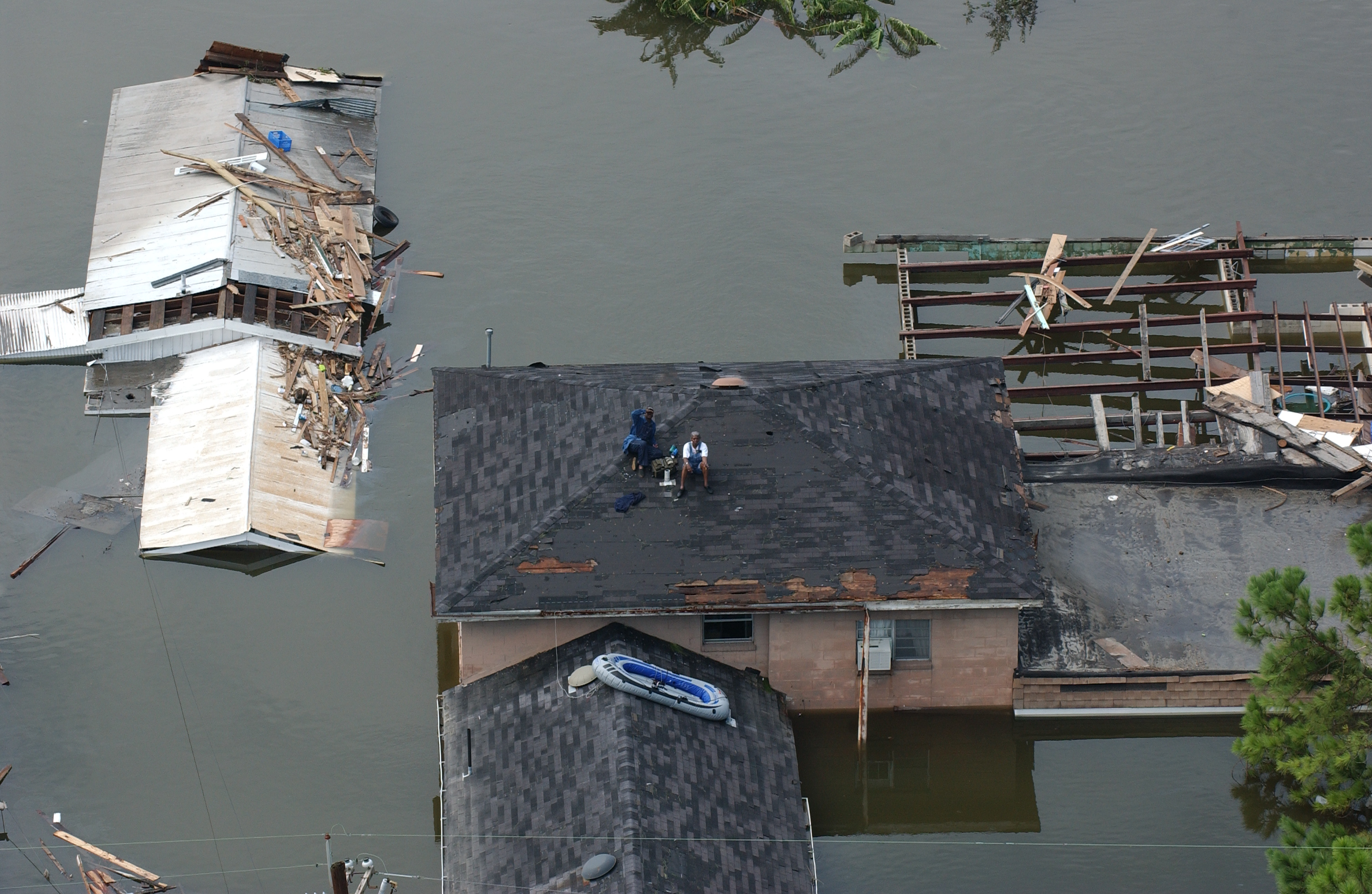
الناس على أسطح منازلهم لتجنب الفيضانات

نيو أورلينز بولاية لويزيانا قد ذكر كمثال على العنصرية البيئية الماضية وفي وقت إعصار كاترينا كان 60.5٪ من سكان نيو أورلينز من الأمريكيين الأفارقة - وهو معدل أعلى بنسبة 50٪ تقريبا مما هو عليه في بقية الولايات المتحدة. وأدت الفوارق العرقية القائمة أصلا في الثروة داخل نيو أورلينز إلى تفاقم نتائج إعصار كاترينا بالنسبة للأقليات. كما أن الأقليات يعيشون في مناطق منخفضة تكون أكثر عرضة للآثار المدمرة للإعصار. وبالإضافة إلى ذلك اعتمدت خطط إجلاء الأعاصير اعتمادا كبيرا على استخدام السيارات والمركبات الشخصية. ومع ذلك ولأن أقلية السكان أقل حظا في امتلاك السيارات فإن بعض الناس ليس لديهم خيار سوى البقاء وراءهم في حين تمكنت مجتمعات الأغلبية البيضاء من الفرار. ووجد تقرير من مجلس النواب الأمريكي أن القادة السياسيين لم يأخذوا في الاعتبار حقيقة أن «100.000 من سكان المدينة ليس لديهم سيارات واعتمدوا على وسائل النقل العام» وأدى فشل المدينة في إكمال إجلائها الإلزامي إلى مئات القتلى.
في الأشهر التي تلت الكارثة تحدثت جماعات الحقوق السياسية والدينية والمدنية والمشاهير وسكان نيو أورلينز ضد ما كانوا يعتقدون أنه عنصرية من جانب حكومة الولايات المتحدة. وبعد الإعصار انتقد القادة السود في اجتماع عقد بين التجمع الأسود للكونغرس والرابطة الحضرية الوطنية ومنتدى القيادة السوداء والرابطة الوطنية للنهوض بالأشخاص السود. وكان رد الحكومة الاتحادية الذي وصفه بأنه «بطيء وغير كامل» وناقش دور العرق في هذه الاستجابة.

#### الآثار على الأراضى الأمريكية الأصلية

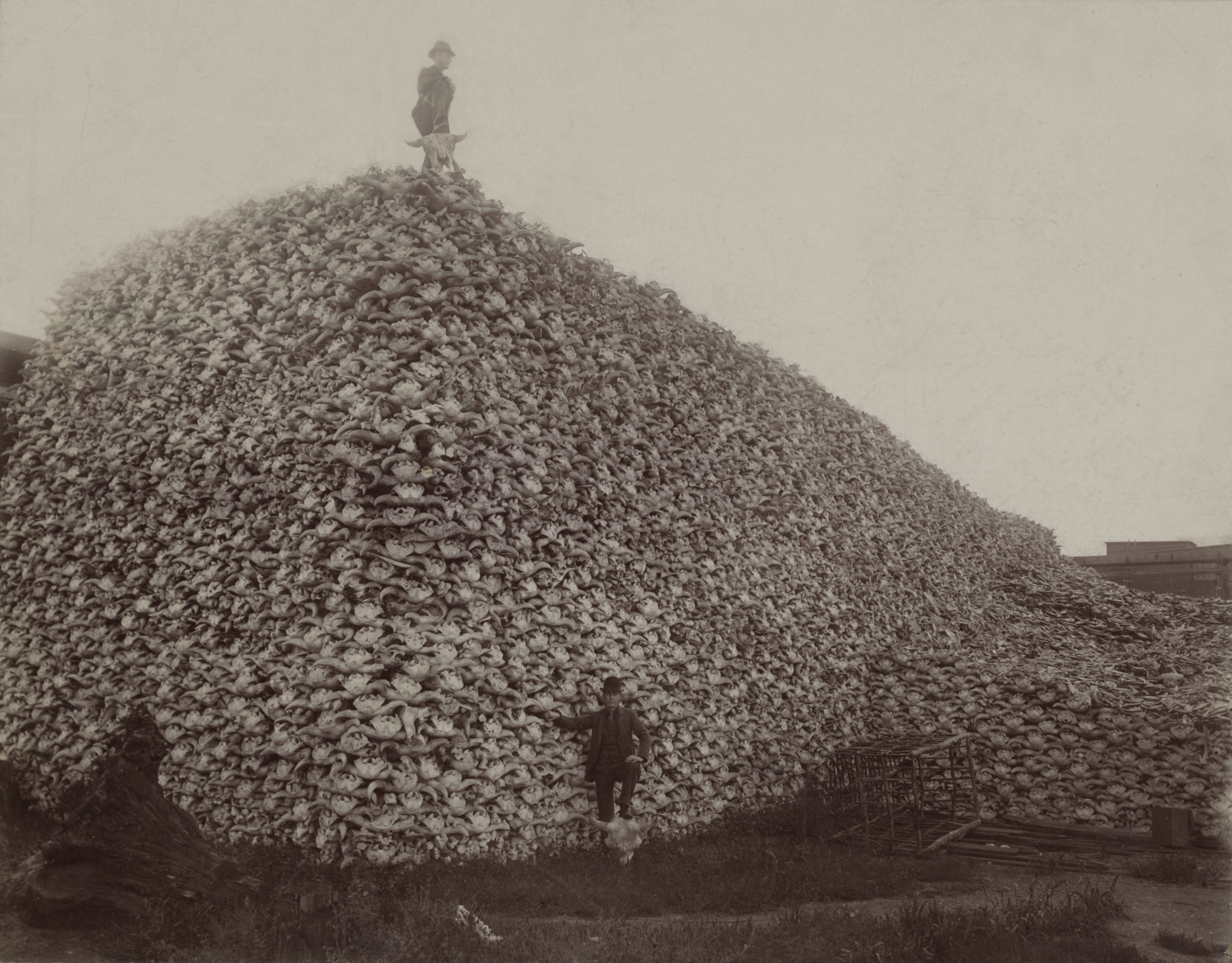
كومة من جماجم البيسون الأمريكية - كانوا يتم اصطيادهم حتى انقرضوا في 1870s. وشجع جيش الولايات المتحدة الصيادين لإجبار الأمريكيين الأصليين على الخروج من أراضيهم.

ويمكن اعتبار قانون إزالة الهنود لعام 1830 ودرب الدموع أمثلة مبكرة للعنصرية البيئية في الولايات المتحدة وبحلول عام 1850 تمت إزالة جميع القبائل الواقعة شرق المسيسيبي إلى أراضي غربية وحصرتها أساسا على «أراضي كانت جافة جدا أو نائية أو جرداء لجذب انتباه المستوطنين والشركات». وفي وقت لاحق خلال الحرب العالمية الثانية كانت المرافق العسكرية كثيرا ما تكون موضوعة على تلك الأراضى مما أدى إلى وضع «وجود عدد غير متناسب من المنشآت العسكرية الأكثر خطورة بالقرب من أراضي الأمريكيين الأصليين».
وفي الآونة الأخيرة استخدمت أراضى الأمريكيين الأصليين للتخلص من النفايات من قبل الولايات المتحدة والشركات متعددة الجنسيات  ولكن الإغراق غير المشروع يشكل تهديدا أكبر. وقد نشرت المحكمة الدولية للسكان الأصليين والأمم المضطهدة التي عقدت في عام 1992 وأنشأت لدراسة تاريخ النشاط الإجرامي ضد جماعات السكان الأصليين في الولايات المتحدة  نشرت مزكرة هامة من التفاصيل التي تحدد المظالم التي كانت لدى الشعوب الأصلية مع الولايات المتحدة وأن الولايات المتحدة «بشكل متعمد ومنهجي قامت بالمساعدة والتحريض لنقل المواد النووية والسامة والطبية وغيرها من النفايات الخطرة على أراضي الأمريكيين الأصليين في أمريكا الشمالية وبالتالي خلق خطرا واضحا وحاضرا على الصحة والسلامة والرفاه البدني والعقلي للشعب الأمريكي الأصلي».
وهناك قضية مستمرة للنشطاء الأمريكيين الأصليين وهي خط أنابيب داكوتا. وسيبدأ خط الأنابيب في داكوتا الشمالية ويسافر إلى إلينوي وخط الأنابيب يخضع للتدقيق لأنه يمر تحت قسم من نهر ميسوري الذي هو مصدر المياه الرئيسية للقبائل الأمريكية الأصلية كما يجتاز خط الانابيب أرض دفن مقدسة لصخرة سيوكس الدائمة والقبيلة مستاءة لأنهم يجادلون بأن الحكومة الفيدرالية لم تشارك على نحو كافى خلال عملية السماح التي تطلبها الحكومة الفيدرالية.

#### هوميروس وغابة غروف ومركز الينابيع (لويزيانا)
وفي عام 1989 أجرت شركة لويزيانا للطاقة المحدودة وهي مجموعة بريطانية وألمانية وأمريكية بحثا على الصعيد الوطني للعثور على أفضل موقع لبناء محطة تخصيب اليورانيوم مملوكة للقطاع الخاص. وزعمت شركة لويزيانا استخدام طريقة علمية موضوعية لاختيار ولاية لويزيانا باعتبارها أفضل مكان لبناء المصنع. وردا على الاختيار شكلت مجتمعات هوميروس وغابة غروف ومركز الينابيع التي تقع بالقرب من الموقع المقترح مجموعة تسمى المواطنون ضد النفايات النووية (CANT)، وبمساعدة صندوق الدفاع القانوني لنادي سييرا (الذي تغير فيما بعد إلى صندوق الدفاع القانوني عن العدالة في الأرض) قامت بعمل دعوى قضائية ضدها لممارسة العنصرية البيئية. وأخيرا بعد 8 سنوات في 1 مايو 1997 أصدرت لجنة من ثلاثة قضاة من مجلس السلامة الذرية والتراخيص الذرية التابع للجنة التنظيمية النووية قرارها الأولي والنهائي، ووجدت اللجنة أن التحيز العنصري يلعب دورا في عملية الاختيار وردا على هذا الانتصار أعلنت صحيفة لندن «ذى تايمز» في 11 مايو 1997 أن «سود لويزيانا يربحون الحرب النووية» وأيد قرار المحاكم أيضا في الاستئناف في 4 أبريل 1998.
قالب:NPOV language

#### الممر الكيميائي للويزيانا
القضية حول الممر الكيميائي للويزيانا وما هو نوع الصراعات والملوثات التي تواجه سكان الماس بسبب كونها من الأقليات، لويزيانا لديها قطاع مغطى بالمصانع الكيميائية التي هي ضارة للغاية للأشخاص الذين يسكنون هذه الأحياء بالقرب من الممر الكيميائي وبالأضافة لشركة رويال داتش شل التي انتقلت وبدأت تلوث وتسمم الناس بسبب الانبعاثات الكيميائية في الهواء، وبدأ انتشار الأمراض بين سكان الماس وانتفاضة الربو في أطفالهم والسرطان في جميع أنحاء الحى. ويبدو أن سكان الماس يموتون من اليسار واليمين. ورفضت شركة رويال داتش شل الاعتراف بالأضرار التي كان من الواضح أنها تحدث للسكان لأن اختبارهم أظهر أنهم كانوا في المعايير المحددة لهم وعرضت شل شراء المنازل التي يملكها السكان وعلى الرغم من أن قيمة العقار منخفضة جدا ولكن شركة شل لم تسمح للسكان بالحصول على مساكن جديدة وفي نهاية المطاف بعد الاحتجاج وجعل المسألة مسألة عامة وافقت شركة رويال داتش شل في نهاية المطاف على نقل السكان (ليرنر،2005) 

## دولي
كما أن العنصرية البيئية موجودة على نطاق دولي، وتوجد العنصرية البيئية على نطاق عالمي بين مجموعات في العالم المتقدم ومجموعات في العالم النامي وبين مختلف الأعراق في مختلف القارات. وغالبا ما تنتج الشركات العالمية الأولى مواد كيميائية خطرة محظورة في الولايات المتحدة وتصدرها إلى البلدان النامية أو ترسل مواد النفايات إلى البلدان ذات القوانين البيئية المريحة وقد وصف ذلك بأنها العنصرية البيئية.
وفي إحدى الحالات المزعومة منع حاملة الطائرات الفرنسية كليمنصو من دخول مدينة ألانغ بالهند بسبب عدم وجود وثائق واضحة بشأن محتوياتها السامة. وأمر الرئيس الفرنسي جاك شيراك في نهاية المطاف الناقل الذي يحتوي على أطنان من المواد الخطرة بما فيها الأسبست وثنائي الفينيل متعدد الكلور بالعودة إلى فرنسا.
وفي مثال آخر على العنصرية البيئية الخارجية المزعومة في عام 1984 انفجر كل من مصنع كاربايد في بوبال بالهند ومحطة PEMEX لغاز البروبان السائل في مدينة مكسيكو مما أسفر عن مقتل الآلاف وإصابة ما يقرب من مليون شخص من السكان المجاورين. وانتشرت صور الضحايا في الهند والمكسيك للاهتمام بالعنصرية البيئية في جميع أنحاء العالم ومن ناحية أخرى لدى بعض البلدان «قوانين إيكولوجية» صغيرة وهي أكثر عرضة لقبول الصناعات الخطرة.

### الحالات

#### شركات الالكترونيات في غوييو (الصين)
شركات الالكترونيات تنتج باستمرار تكنولوجيات جديدة مما يجعل النماذج القديمة عفا عليها الزمن. ويمكن إرسال هذه التكنولوجيات القديمة إلى مستودعات إعادة التدوير للتفكيك السليم؛ ومع ذلك هناك عنصر كبير من التكنولوجيا التي يتم شحنها في الخارج إلى البلدان الأقل نموا من أجل إعادة تدويرها. ومن منتصف التسعينيات وحتى عام 2001 تشير التقديرات إلى أن حوالي 50 إلى 80 في المائة من الإلكترونيات التي تم جمعها لإعادة تدويرها في النصف الغربي من الولايات المتحدة يجري تصديرها لتفكيكها في الخارج في الغالب إلى الصين وجنوب شرق آسيا. هذه المعالجة للخردة مربحة جدا بسبب القوى العاملة الوفيرة والعمالة الرخيصة. والتخلص السليم من هذه الإلكترونيات وإعادة تدويرها أمر صعب وكثيف العمالة وبالتالي مكلف جدا. ونتيجة لذلك يتم شحن كميات كبيرة من النفايات إلى الخارج إلى الأماكن التي تكون فيها العمالة رخيصة وقوانين البيئة متدنية.
هذه الالكترونيات تنتج كميات هائلة من النفايات عندما لا تفكك بشكل صحيح أو عندما يتم التخلص منها بشكل غير صحيح، كما أن مواقع التخلص من المخلفات الإلكترونية مثل موقع واحد في غوييو (الصين) حيث يوجد أكوام من أجزاء الكمبيوترات ترتفع بالقرب من ضفاف النهر وموادها السامة مثل الكادميوم والنحاس والرصاص والإثيرات متعددة البروم ثنائية الفينيل والعديد من المركبات العضوية الثابتة وتسرب إلى النهر وتسمم إمدادات المياه المحلية. وشملت عينات المياه التي اتخذتها شبكة عمل بازل في عام 2001 من نهر ليانجيانغ بأن مستويات الرصاص 190 مرة أعلى من معايير السلامة التي وضعتها منظمة الصحة العالمية. بعد أن بدأت النفايات الإلكترونية في الوصول إلى المياه الجوفية في غوييو أصبحت غير صالحة للشرب. ونتيجة لذلك يجب على القرى أن تحصل على مياه الشرب التي يتم استورادها وهو أمر مكلف جدا مما يجعل الناس لا يزالون يستخدمون المياه الملوثة لبعض الأنشطة. هذه المواد الكيميائية والسموم تتراكم أحيائيا في الأنسجة الدهنية وتؤدى إلى الإصابة بأمراض خطيرة. وفي غوييو يحرق العمال الذين ليس لديهم ملابس واقية بانتظام لوحات الدوائر الكهربائية من أجهزة الكمبيوتر القديمة، حيث يضعوا الاحماض على الأجزاء الإلكترونية لاستخراج الفضة والذهب وسحق أنابيب أشعة الكاثود من شاشات الكمبيوتر لإزالة المعادن القيمة الأخرى مثل الرصاص ويعاني ما يقرب من 80% من الأطفال في مركز النفايات الإلكترونية في غوييو بالصين من التسمم بالرصاص وفقًا لتقارير حديثة.
وكان جزء كبير من منطقة غوييو قبل النفايات الإلكترونية يستند إلى الزراعة مع العديد من صغار المزارعين الذين يعيشون على قيد الحياة. وقد تم التخلي عن الزراعة للحصول على عمل أكثر ربحا في خردة الإلكترونيات. «وفقا للصحافة الغربية والباحثين الصينيين من المنظمات غير الحكومية والجامعات الصينية فإن الظروف في هذه القرى الريفية العمال فقيرة جدا حتى أن صناعة الخردة الإلكترونية البدائية في غوييو تقدم تحسنا في الدخل». وكان هناك المزيد من الحوافز لسكان غوييو للانتقال من الزراعة إلى تفكيك الإلكترونيات ومواطني غوييو من المرجح انه لم يكن لها تأثير سياسي كبير لوقف تلك النفايات الإلكترونية القادمة إلى المنطقة.

#### شركة تكساسو في الإكوادور

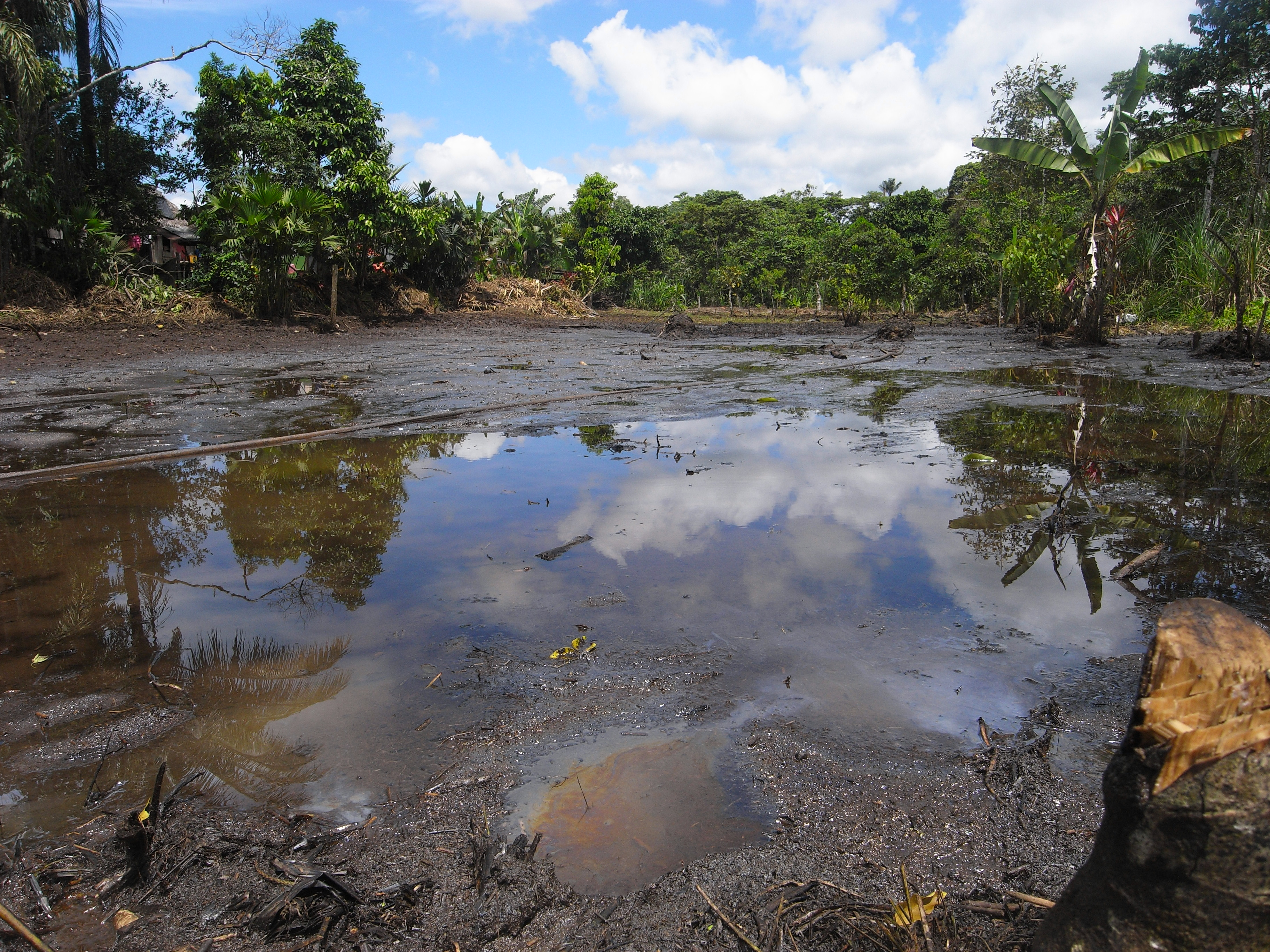
أعقاب حقل النفط لاغو أغريو

ونظرًا لعدم وجود قوانين بيئية تعرضت البلدان الناشئة مثل الإكوادور للتلوث البيئي مما يسبب أحيانا مشاكل صحية وفقدان الزراعة والفقر وفي عام 1993 رفع 000 30 إكوادوري من بينهم مواطنى الكوفان والسايونا ومواطنى الهوراني وكويتشوا دعوى قضائية ضد شركة تكساكو للنفط عن الأضرار البيئية الناجمة عن أنشطة استخراج النفط في حقل لاغو أغريو النفطي. وبعد تسليم السيطرة على حقول النفط إلى شركة نفط إكوادورية لم تتخلص تكساكو من النفايات الخطرة بشكل سليم مما تسبب في أضرار كبيرة بالنظام الإيكولوجي وتعطيل المجتمعات.

#### شركة يونيون كاربايد بمدينة بوبال (الهند)
كارثة يونيون كاربايد من أسوأ الكوارث الصناعية في التاريخ حدثت في مدينة بوبال في الهند وأنتجت في المقام الأول غاز ميثيل إيزوسيانات الكيميائي المستخدم في تصنيع مبيدات الآفات. وفي 3 ديسمبر 1984 تسربت سحابة من غاز ميثيل إيزوسيانات نتيجة للخلط الكيميائي السام مع الماء في النبات في بوبال. وتعرض ما يقرب من 520,000 شخص للمواد الكيميائية السامة فور حدوث التسرب. وفي غضون 3 أيام الأولى بعد التسرب توفى ما يقدر ب 8,000 شخص يعيشون في محيط المصنع من التعرض ل غاز ميثيل إيزوسيانات. وحوالي 25 ألف ماتوا في السنوات اللاحقة من أمراض متعلقة بالتعرض للغاز السام ويقدر عدد المتضررين الإجمالي بين 150 و600 ألف وهذا يجعل كارثة بوبال أكبر الكوارث الصناعية في العالم من حيث عدد الضحايا وتأسست اللجنة الطبية الدولية ببوبال عام 1993 كرد فعل علي الحادث
نجا بعض الناس من التسريب الأولي من المصنع ولكن بسبب الرعاية غير السليمة والتشخيص غير المناسب مات كثيرون. نتيجة لتشخيص غير لائق قد يكون العلاج غير فعال بالأضافة لرفض شركة يونيون كاربايد الإفراج عن جميع التفاصيل المتعلقة بالغازات المسربة والكذب حول بعض المعلومات الهامة. والتأخير في تقديم المعونة الطبية لضحايا التسرب الكيميائي جعل الوضع بالنسبة للناجين أسوأ من ذلك. ولا يزال الكثيرون يعانون اليوم من الآثار الصحية السلبية لتسرب غاز ميثيل إيزوسيانات مثل تليف الرئة وضعف الرؤية والسل والاضطرابات العصبية وآلام الجسم الشديدة والعديد من الحالات الطبية الأخرى.
وأسهمت عمليات وصيانة المصنع في بوبال في تسرب المواد الكيميائية الخطرة وكان تخزين كميات ضخمة من غاز ميثيل إيزوسيانات في منطقة مكتظة بالسكان يتنافى مع سياسات الشركة التي تمارس بشكل صارم في مصانع أخرى. وتجاهلت الشركة الاحتجاجات بأنها كانت تحتجز الكثير من المواد الكيميائية الخطرة لمصنع واحد وقامت ببناء خزانات كبيرة لحملها في مجتمع مزدحم. حيث أنه يجب أن يتم تخزين غاز ميثيل إيزوسيانات في درجات حرارة منخفضة للغاية ولكن الشركة خفضت النفقات إلى نظام تكييف الهواء مما أدى إلى خفض الظروف المثلى للمادة الكيميائية أيضا. لم تقم شركة يونيون كاربايد أبدا بإنشاء خطط لإدارة الكوارث للمجتمع المحيط حول المصنع في حالة حدوث تسرب . وكانت سلطات الدولة في صف الشركة وبالتالي لم تولي اهتماما لممارسات الشركة أو تنفيذ القانون. كما خفضت الشركة موظفي الصيانة الوقائية لتوفير المال.

#### دلتا النيجر (نيجيريا)
وفي نيجيريا بالقرب من دلتا النيجر تمثل حالات التسرب النفطى وحرق النفايات السامة وتلوث الهواء في المناطق الحضرية مشاكل في المناطق الأكثر تقدما. وفي اوائل التسعينات كانت نيجيريا من بين ال 50 دولة التي سجلت اعلى مستويات لانبعاثات ثاني اوكسيد الكربون في العالم وبلغت هذه الكمية 96500 كيلوطن وهو مستوى للفرد يبلغ 0.84 طن متري. وأفادت الأمم المتحدة في عام 2008 أن انبعاثات ثاني أكسيد الكربون في نيجيريا بلغت 95,194 كيلو طن.
تم إنشاء العديد من صفحات الويب لدعم الشعب الأوغوني الذين هم من السكان الأصليين في منطقة دلتا النيجر الغنية بالنفط واستخدمت المواقع للاحتجاج على الآثار البيئية والاقتصادية الكارثية التي خلفتها شركة رويال داتش شل للنفط ولمقاطعة شركة شل للنفط وعلى التنديد بانتهاكات حقوق الإنسان التي ارتكبتها الحكومة النيجيرية وشركة رويال داتش شل. وشهد استخدام الإنترنت في صياغة نداء دولي تكثيفا كبيرا بعد قيام الحكومة النيجيرية في نوفمبر 1995 بإعدام تسعة نشطاء أوغونيين بمن فيهم كين سارو ويوا الذي كان أحد مؤسسي الحركة اللاعنفية من أجل بقاء الشعب الأوغوني .

## الإستجابات
وهناك العديد من الحلول المقترحة لمشكلة العنصرية البيئية ودعا الناشطون إلى «مفاهيم أكثر تشاركية وتركز على العدالة».
ووفقا لمؤتمر الأمم المتحدة المعني بالبيئة والتنمية فإن أحد الحلول الممكنة هو المبدأ التحوطي الذي ينص على أنه «عندما تكون هناك تهديدات بأضرار جسيمة أو لا رجعة فيها، لا يجوز استخدام عدم اليقين العلمي الكامل كسبب لتأجيل فعالية تكاليف التدابير لمنع التدهور البيئي». وبموجب هذا المبدأ فإن الجهة المسؤولة عن النشاط المحتمل أن تكون خطرة مكلفة بإثبات سلامة النشاط. ويؤكد نشطاء العدالة البيئية أيضا على الحاجة إلى الحد من النفايات بشكل عام وهذا من شأنه أن يقلل من العبء العام .
كما أن تركيزات الأقليات الإثنية أو العرقية قد تعزز التضامن وتقدم الدعم على الرغم من التحديات وتوفر تركيز رأس المال الاجتماعي اللازم للنشاط الشعبي. المواطنون الذين تعبوا من التعرض لمخاطر التلوث في مجتمعاتهم يواجهون هياكل السلطة من خلال الاحتجاج المنظم والإجراءات القانونية والمسيرات والعصيان المدني وغيرها من الأنشطة. وينبغي أن يكون هناك المزيد من سبل المشاركة العامة والمشاورات العامة في عمليات صنع القرار.
وتشمل الاستراتيجيات الأخرى التي تقاتل ضد الشركات الكبيرة جلسات الاستماع العامة وانتخابات المؤيدين لمكاتب الولايات والمكاتب المحلية والاجتماعات مع ممثلي الشركات والجهود الأخرى الرامية إلى توعية الجمهور والمساءلة. وبشكل عام ترتبط المشاركة السياسية في المجتمعات الأميركية الأفريقية بخفض المخاطر الصحية والوفيات .

### دراسات
وأصبحت الاحتجاجات في مقاطعة وارين (كارولاينا الشمالية) في عام 1982 لمنع تحديد موقع مكب ل ثنائي الفينيل متعدد الكلور في المقاطعة القوة المحركة لدراسة مكتب المحاسبة العامة في الولايات المتحدة لعام 1983«بتحديد مواقع مدافن النفايات الخطرة وارتباطها بالحالة العنصرية والاقتصادية من المجتمعات المحيطة» كما كشفت الدراسة أن «ثلاثة من أربعة مدافن للنفايات التجارية الخطرة في جنوب شرق الولايات المتحدة كانت موجودة في مجتمعات السود ذات الأغلبية» وكانت دراسة مكتب المحاسبة العامة دراسة فقط لمدافن النفايات الخطرة في جنوب شرق الولايات المتحدة . وردا على هذا القيد وجهت لجنة الكنيسة المسيحية المتحدة للعدالة العرقية أو لجنة المساواة بين الجنسين دراسة وطنية شاملة عن الأنماط الديموغرافية المرتبطة بموقع مواقع النفايات الخطرة. وأجرت الدراسة الوطنية لمركز البحوث الصحية فحصين للمناطق المحيطة بمرافق النفايات الخطرة التجارية وموقع مواقع النفايات السامة غير الخاضعة للرقابة. وتناولت الدراسة الأولى العلاقة بين العرق والوضع الاجتماعي والاقتصادي وموقع المعالجة التجارية للنفايات الخطرة والتخزين والتخلص من المرافق. وبعد التحليل الإحصائي كشفت الدراسة الأولى إلى أن «النسبة المئوية لسكان المجتمع الذين ينتمون إلى مجموعة عرقية أو إثنية كانت مؤشرا أقوى لمقدار النفايات الخطرة المتولدة عن الصناعة». وقد بحثت الدراسة الثانية وجود مواقع النفايات السامة غير الخاضعة للرقابة في مجتمعات الأقليات الإثنية والعرقية ووجدت أن 3 من كل 5 أمريكيين من أصل أفريقي وأسباني كانوا يعيشون في مجتمعات ذات مواقع نفايات غير خاضعة للسيطرة.
ووجدت دراسات أخرى مثل «النفايات السامة والعرق في الولايات المتحدة» لعام 1987 من قبل لجنة العدالة العنصرية السباق ليكون أكثر المتغيرات تأثيرا في التنبؤ حيث توجد مرافق النفايات.
هجر الجاني - الضحية لنموذج دراسة قضايا العدالة البيئية واستخدم نموذج العدالة الاقتصادية أو البيئية عدسة أكثر وضوحا لدراسة العديد من العوامل المعقدة المصحوبة بالعرق التي تساهم في أعمال العنصرية البيئية والظلم. وباستخدام هذا النموذج يتم النظر في دور التاريخ وتداخل مجموعات المصالح وأصحاب المصلحة والمنظمات في دراسات حالة للعنصرية البيئية وعلى سبيل المثال ليرنر في الماس: صراع من أجل العدالة البيئية في الممر الكيميائي لويزيانا ليس فقط كشف دور العرق في تقسيم سكان الماس والنوركو لكنه كشف أيضا الأدوار التاريخية لشركة رويال داتش شل للنفط وسجل سكان الماس وتاريخ العمال البيض والأسر التي كانت تعتمد على مكافآت شركة رويال داتش شل وقد نظر أيضا في مشاركة منظمات خارجية مثل السلام الأخضر في السلطة التي كان لدى مجتمع الماس عند محاربته من أجل العدالة البيئية.

### التشريعات
ويشكل تصدير النفايات الخطرة إلى بلدان العالم الثالث مصدر قلق متزايد. وفي الفترة ما بين 1989 و 1994 تم تصدير ما يقدر ب 611 2 طنا متريا من النفايات الخطرة من بلدان منظمة التعاون والتنمية في الميدان الاقتصادي إلى بلدان غير أعضاء في منظمة التعاون والتنمية في الميدان الاقتصادي وتم إقرار اتفاقيتين دوليتين استجابة للتصدير المتزايد للنفايات الخطرة إلى حدودهما. وأعربت منظمة الوحدة الأفريقية عن قلقها لأن اتفاقية بازل المعتمدة في مارس 1989 لم تتضمن حظرا تاما على الحركة العابرة للحدود على النفايات الخطرة. واستجابة لشواغلهم واعتمد مؤتمر البلدان الأفريقية المعني بالتنمية البيئية والتنمية المستدامة في 30 يناير 1991 اتفاقية باماكو التي تحظر استيراد جميع النفايات الخطرة إلى أفريقيا وتقيد حركتها داخل القارة. وفي سبتمبر 1995 ساعدت مجموعة ال 77 في تعديل اتفاقية بازل لحظر تصدير جميع النفايات الخطرة من البلدان الصناعية (ولا سيما بلدان منظمة التعاون والتنمية في الميدان الاقتصادي) إلى بلدان أخرى.

## تحليل التكاليف والفوائد والآثار المترتبة على السياسات
تحليل التكلفة والفائدة (CBA) هو عملية تضع قيمة نقدية على التكاليف والفوائد لتقييم القضايا. ويهدف برنامج حماية البيئية إلى توفير حلول سياسية للمنتجات غير الملموسة مثل الهواء النظيف والماء عن طريق قياس استعداد المستهلك لدفع ثمن هذه السلع. وتساهم الرابطة في العنصرية البيئية من خلال تقييم الموارد البيئية استنادا إلى فائدتها للمجتمع. وكلما كان الشخص أكثر استعدادا لدفع ثمن مورد مثل المياه النظيفة أو فوائد الهواء المجتمع أكثر مما عندما الناس الذين ليسوا على استعداد لدفع ثمن هذه السلع. غير أن ذلك يخلق عبئا على المناطق الأكثر فقرا من خلال نقل النفايات السامة وغيرها من السلع الخطرة بيئيا من خلال التبرير الذي لا ترغب فيه (أو قادرة) على الدفع بقدر ما هو أكثر ثراء للبيئة النظيفة. ويؤدي وضع النفايات السامة بالقرب من الفقراء إلى خفض قيمة ممتلكات الأراضي الرخيصة بالفعل. ولما كان الانخفاض في قيمة الممتلكات أقل من قيمة المنطقة الأكثر نظافة والأكثر ثراء فإن المنافع النقدية للمجتمع أكبر من خلال إلقاء النفايات السامة في منطقة «منخفضة القيمة».

## روابط خارجية
- United States Environmental Protection Agency - Environmental Justice
- Environmental Justice and Environmental Racism